# Idomeneo
Idomeneo er titlen på en opera fra 1781 skrevet af Wolfgang Amadeus Mozart.
Libretto af Giambattista Varesco.
I Danmark opførtes operaen første gang i 1956 (sending i Danmarks Radio).